# Калачинск
Калачинск (на руски: Калачинск) е град в Русия, административен център на Калачински район, Омска област. Населението на града към 1 януари 2018 година е 22 737 души.

## История
Селището е основано през 1794 година, през 1795 година получава статут на град.